# Гофман, Фридрих (писатель)
Фридрих Гофман (1813—1888) — немецкий писатель.

## Биография
Родился 18 апреля 1813 года в Кобурге, в доме на Леопольдштрассе, 28. Его мать умерла в 1827 году, а отец, Иоганн Фридрих Хофманн, музыкант при герцогском дворе, умер в 1830 году.
С 1828 по 1834 год Фридрих Гофман посещал Кобургскую гимназию; в 1834—1840 годах изучал литературу и историю в Йенском университете, где вступил в братство Арминия в Бургкеллере.
В 1841 году он переехал в Хильдбургхаузен, где в течение 14 лет редактировал Энциклопедический словарь Мейера. В 1855 году он недолго работал в Венеции, затем в Штирии, вернувшись в Хильдбургхаузен в конце 1856 года. В 1858 году переехал в Лейпциг, где сотрудничал с популярными научными журналами, редактировал «Panorama des Wissens und der Gewerbe». С 1861 года работал редактором, а с 1883 по 1886 год — главным редактором Die Gartenlaube  (англ.). В 1864—1866 годах он также редактировал «Illustrierten Dorfbarbier», основанный Ф. Штолле.
Умер 14 августа 1888 года в Ильменау.
Написал: «Das Koborgher Quackbrünnlä» (1857); «Die Eselsjagd, fröhliches Heldengedicht» (2 изд., 1875), «Die Schlacht bei Föksan» и множество др. Сборник его лирических стихотворений вышел в 1886 году под заглавием «Vor fünf und fünfzig Jahren». Очень распространены были в Германии его песни и произведения для детского возраста, отличающиеся теплотой и задушевностью («Der Kinder Wundergarten», «Schulfest»). 
В 1860 году женился в Родахе недалеко от Кобурга на Берте Барбере Финк. 
В Ильменау есть улица, названная в его честь.